# Рєпко Олена Олександрівна
Оле́на Олекса́ндрівна Рє́пко (* 1975) — українська спортсменка зі скелелазіння.

## З життєпису
Народилась 1975 року. Батьки Олени — Олександр та Тетяна Рєпко захоплювалися альпінізмом, підкорювали вершини Криму, Кавказу, Паміру. Перший наставник — Юрій Іванович Григоренко-Пригода. З 1992 року займалася спортом під керівництвом Ігоря Яковича Вінокура.
1993 року виконала норматив майстра спорту у лазінні на швидкість та складність. У 1994 році уперше взяла участь у міжнародних змаганнях. Того ж року її тренером стає Маренич Валентина Олександрівна.
1996 — учасниця чемпіонату Європи, з 1997-го регулярно бере участь у Кубках світу. Після закінчення ХНПУ ім. Г. С. Сковороди працювала рік тренером у ДЮСШ «Кіровець». Повернулася у великий спорт. 1998-го стала срібною призеркою чемпіонату Європи та майстром спорту міжнародного класу.
Срібна призерка чемпіоната світу зі скелелазіння (1999), дісципліна швидкість.
Тричі чемпіонка світу —
- Вінтертур, Швейцарія (2001);
- Шамоні, Франція (2003);
- Мюнхен, Німеччина (2005)

Двічі чемпіонка Європи, переможниця Кубка світу (2000, 2002), бронзова призерка (2003).
Присвоєно звання Заслуженого майстра спорту України (2003).
Номінантка міжнародної нагороди Лоуренса (2001). На VII Всесвітніх іграх 2005 року стала срібною призеркою у швидкісному лазінні.
Надалі — доцент кафедри олімпійського і професійного спорту, спортивних ігор та туризму Харківського національного педагогічного університету імені Г. С. Сковороди, кандидат педагогічних наук (2014 р., науковий керівник Рєпко О. О. — доктор наук з фізичного виховання та спорту, професор Козіна Жаннета Леонідівна). Також О. О. Рєпко працювала за сумісництвом на посаді викладача кафедри фізичного виховання і спорту Харківського національного університету.

## Нагороди
- Указом Президента України № 827/2002 від 13 вересня 2002 року нагороджена за високі спортивні досягнення орденом княгині Ольги ІІІ ступеня.[5]